# Gelber Neapolitanischer Tuff
Der Gelbe Neapolitanische Tuff wurde vor rund 15.000 Jahren im Verlauf einer gewaltigen Vulkaneruption in Süditalien abgelagert. Die Auswirkungen der latitisch-trachytisch-phonotrachytischen Eruption dürften das Klima zum Ausgang des Weichsel-Hochglazials beträchtlich gestört haben.

## Bezeichnung

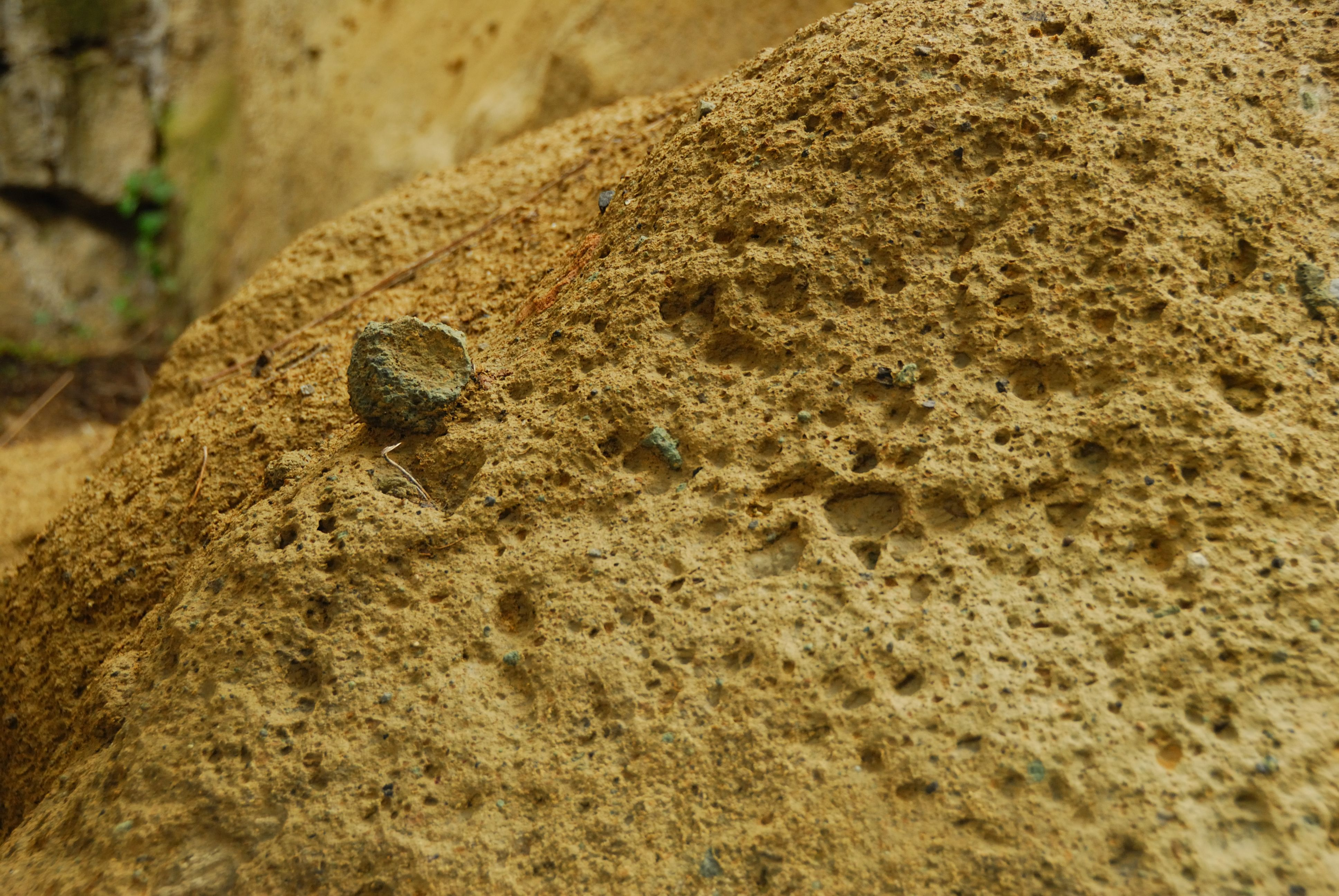
Nahaufnahme vom Gelben Neapolitanischen Tuff

Der Gelbe Neapolitanische Tuff, auch Gelbe napolitanische Tuffe oder C-2-Tephra, engl. Yellow Neapolitan Tuff oder abgekürzt YNT, ital. Tufo Giallo Napolitano, wurde nach seiner Typlokalität Neapel benannt. Gelb ist seine charakteristische Färbung.

## Charakterisierung

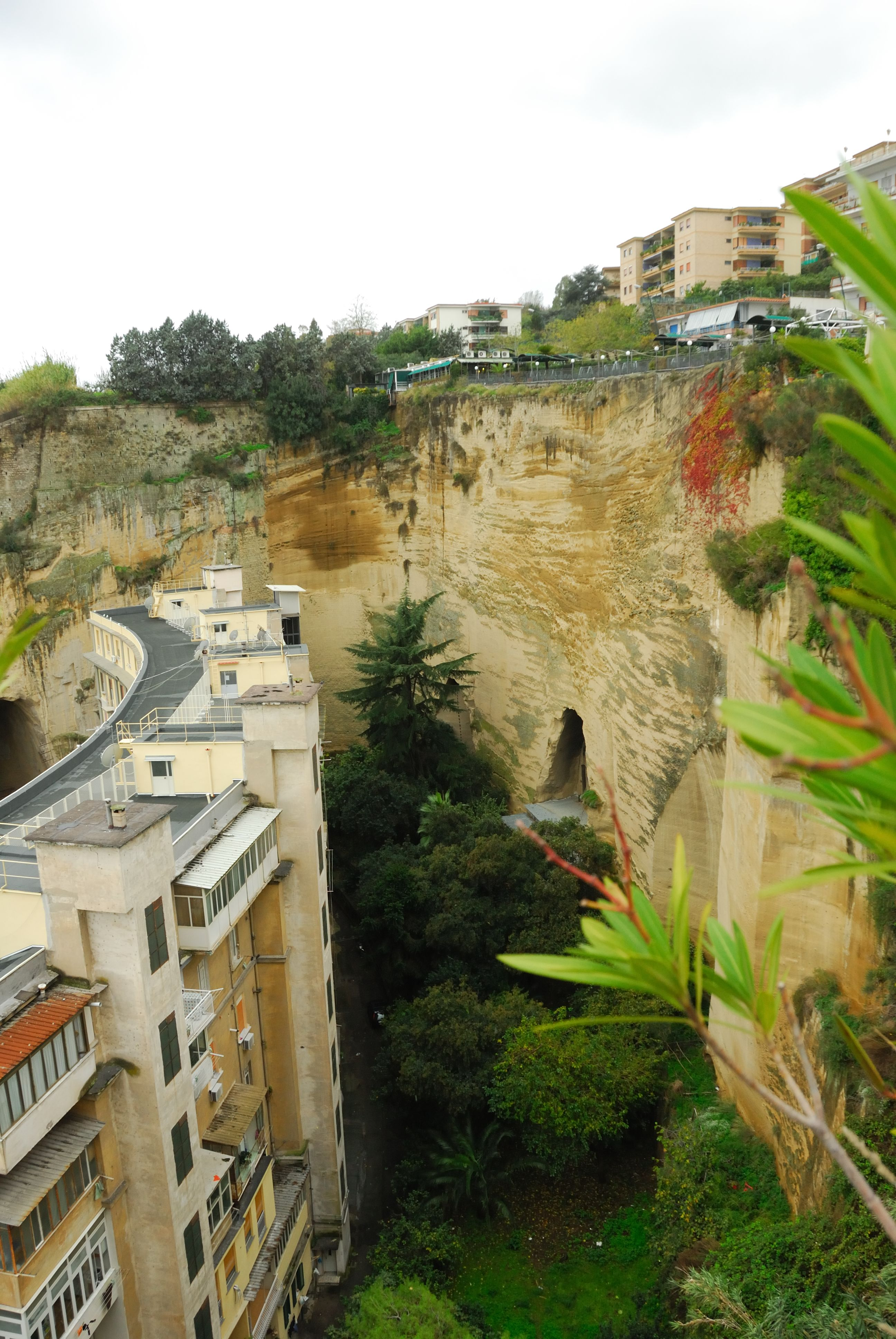
Aufschlusswand des Gelben Neapolitanischen Tuffs in Neapel (Piazza San Luigi)

Der Gelbe Neapolitanische Tuff, die zweitgrößte Eruption in der Kampanischen Magmenprovinz und größte bekannte phreatoplinianische Eruption trachytischer Zusammensetzung, ist ein Pyroklastit mit vorherrschender Matrix. Er besteht aus Bimsen verschiedenster Größenordnung und Gesteinsbruchstücken, die beide in eine Aschenmatrix eingelagert sind. Dem phreatoplinianischen Ausbruch, der mit 30 bis 50 Kubikkilometer ausgeworfenen Materials im Vulkanexplosivitätsindex (VEI) die Stärke 6 erreichte, folgte der Einsturz der Caldera unter Herausbildung des Camaldoli-Hügels sowie der Anhöhen Posillipo und Rione Terra.

## Ausbruchsherd und Verbreitung
Der Ausbruchsherd des Gelben Neapolitanischen Tuffs liegt in den Phlegräischen Feldern Kampaniens. Die Auswurfmassen bedeckten insgesamt eine Fläche von weit mehr als 1000 Quadratkilometern. Die erste Ausbruchsphase erfolgte über einen Zentralschlot und Pyroklastika wurden bis zu 34 Kilometer im Umkreis verteilt. Die zweite Ausbruchsphase förderte über mehrere Schlote und erreichte nur noch 14 Kilometer.
Im Verlauf der Eruption bildete sich eine leicht ovale, zirka 11 × 10 Kilometer großen Einsturzcaldera von rund 90 Quadratkilometer Fläche innerhalb der größeren Caldera des Kampanischen Ignimbrits. Ihr Rand verläuft vom Capo Miseno ausgehend westlich von Bacoli zum Ostufer des Lago Fusaro und zum Nordufer des Lago d’Averno, streift den Süden des Quarto und durchquert die Ebenen von Pianura und Fuorigrotta. Bei Nisida verschwindet die Struktur in der Bucht von Pozzuoli. Gut ein Drittel der Einsturzstruktur liegen jetzt im Tyrrhenischen Meer. Neben den bereits eingangs erwähnten Anhöhen befinden sich Aufschlüsse des Gelben Neapolitanischen Tuffs im Stadtgebiet von Neapel, bei Chiaia, nordöstlich von Marano, in der Umrahmung des Quarto, bei Cuma, südlich von Baia und am Monte di Procida. Die Nordgrenze der unverfestigten Fazies (Member B) erreicht den Lago di Patria und Aversa in der Kampanischen Ebene. Fallablagerungen wurden aber noch wesentlich weiter verteilt, so finden sich Aschenlagen beispielsweise bei Monticchio am Monte Vulture über 100 Kilometer weiter östlich (Mächtigkeit: 3 Zentimeter), im mittleren Apennin 200 Kilometer weiter nördlich (Mächtigkeit: 15 Zentimeter) und sogar noch im Längsee in Kärnten. Die Fallablagerungen wurden generell nach Nordost verdriftet und können auch in Tiefseebohrkernen (Tyrrhenis, Adria) nachgewiesen werden.

## Datierung
Der Gelbe Neapolitanische Tuff wurde von Scandone u. a. (1991) mit 12.000 Radiokohlenstoffjahren datiert. Dies entspricht kalibriert mit CalPal 12.039 Jahre v. Chr. Korrelierbaren Aschenlagen im Lago Grande di Monticchio konnte ein Alter von 14.110 bis 14.120 Jahren BP bzw. 12.160 bis 12.170 v. Chr. zugewiesen werden. Dasselbe Alter wird auch für die Tephralage im Längsee benutzt. Neuere Datierungen mit der Argonmethode von Deino u. a. (2004) sowie Insinga (2004) verweisen auf ein Alter von 14.900 Jahren BP.

## Stratigraphie
Die vulkanischen Aktivitäten in Kampanien reichen bis mindestens 315.000 Jahre BP zurück, möglicherweise auch bis rund 2 Millionen Jahre. Dem Ausbruch des Gelben Neapolitanischen Tuffs war um 39.000 Jahren BP die Eruption des Kampanischer Ignimbrit vorausgegangen, der dann bis zu 9 kleinere Eruptionen gefolgt waren. Nach Ablagerung des Gelben Neapolitanischen Tuffs beschränkten sich die vulkanischen Aktivitäten der dreigliedrigen rezenten Phase auf das Innere der beiden Calderen. Insgesamt kam es während der rezenten Phase noch zu weiteren 64 eruptiven und 3 effusiven Vulkanausbrüchen, wobei das letzte Ereignis im Jahr 1538, die Monte-Nuovo-Eruption, den monogenen Vulkankegel des Monte Nuovo schuf.
In der Nähe des Ausbruchsherdes (Peripherie der Phlegräischen Felder) liegt der Gelbe Neapolitanische Tuff diskordant über vorausgegangenen Vulkaniten, im distalen Bereich (Kampanische Ebene) jedoch konkordant. Sein interner stratigraphischer Aufbau kann in zwei Einheiten unterteilt werden (vom Hangenden zum Liegenden):
- Member B
- Member A

Member A besteht aus einer Abfolge von phreatoplianischen Lapillilagen, welche sich aus Aschen- und Bimsteilchen zusammensetzen. Diese unterlagernde Einheit zeigt gute Schichtung und kann ihrerseits in 13 Untereinheiten aufgeteilt werden, darunter 6 Fallablagerungen. Diese Untereinheiten sind als eine Wechsellagerung von Dichteströmen mit Surge-Ablagerungen und plinianischen Fallablagerungen aus Bims und Asche zu interpretieren. Die erste Untereinheit (A1), eine Fallablagerung, ist zweifellos am bedeutendsten, da sie eine Ausbreitung von über 1000 Quadratkilometer besitzt und sich mit konstant bleibender Mächtigkeit über topographische Unebenheiten legt. Die zwischengeschalteten Dichteströme sind insofern bedeutend, da sie Fallablagerungen im proximalen und medialen Bereich oft vollständig ausradieren konnten.
Das gelbgefärbte Member B baut sich aus Aschenlagen auf, in welche gerundete Bimsteilchen eingelagert sind. Dies ist der eigentliche tufo, der den Hauptanteil der Fördermassen stellt. Sein Fördermedium dürften ebenfalls radial angeordnete Dichteströme gewesen sein. Proximal liegt er lithifiziert vor, in seiner distalen Fazies jedoch als so genannte Pozzolana – ein unverfestigter, hellgrauer, bimsführender Cinerit. Das lithoklastenreiche überlagernde Member B lässt sich wegen seines massiven Charakters nur schlecht gliedern, dennoch konnten im Cinerit mindestens sechs Untereinheiten ausgeschieden werden. An seiner Basis findet sich oft grobe, lithoklastenreiche Scoria, die stellenweise verschweißt sein kann.
Die Lithifizierung des Tuffs ist auf diagenetische Zeolithisierung zurückzuführen.

## Petrologie

### Gesteinstyp
Gesteinsanalysen ergaben für den Gelben Neapolitanischen Tuff drei distinkte Zusammensetzungen:
- Latit
- Trachyt
- Alkalitrachyt

Diese petrologischen Befunde lassen sich am besten mit einer dreilagig aufgebauten Magmenkammer erklären, deren Lagen schrittweise gefüllt worden waren. Orsi u. a. (1995) gehen davon aus, dass das sehr homogene, oben liegende Alkalitrachytmagma zuerst in die Magmakammer eingedrungen war. Darunter sammelte sich dann trachytisches Magma, dessen Zusammensetzung mit zunehmender Tiefe geringfügige, jedoch kontinuierliche Veränderungen aufweist. Die unterste Lage kam zuletzt und dürfte den explosiven Ausbruch ausgelöst haben. Sie ist zoniert und besteht aus Latit an der Basis und Alkalitrachyt in höheren Bereichen.

### Chemische Zusammensetzung
Der Gelbe Neapolitanische Tuff ist ein intermediäres (sein SiO2-Gehalt schwankt von 57,03 bis 61,24 Gew. %), zur Shoshonit-Reihe zählendes Alkaligestein. Aufgrund seines sehr hohen Kalium-Gehaltes (K2O: 7,59 bis 8,64 Gewichtsprozent, Gesamtalkalien K2O + Na2O: 11,14 bis 12,85 Gew. %) wird er wie der Kampanische Ignimbrit unter den kalibetonten Gesteinen eingereiht. Die chemische Zusammensetzung des Tuffs ist in der folgenden Tabelle dargestellt, aufgrund der starken Variabilität werden Intervalle angegeben. Als Vergleich sind auch der Kampanische Ignimbrit und ein Durchschnittswert der Vorläufereruptionen (10 Analysen) angeführt:
| Oxid Gew. % | Gelber Neapolitanischer Tuff | Kampanischer Ignimbrit | Vorläufer | CIPW-Norm Prozent | Gelber Neapolitanischer Tuff | Kampanischer Ignimbrit | Vorläufer | Spurenelemente ppm | Gelber Neapolitanischer Tuff | Kampanischer Ignimbrit | Vorläufer |
| ----------- | ---------------------------- | ---------------------- | --------- | ----------------- | ---------------------------- | ---------------------- | --------- | ------------------ | ---------------------------- | ---------------------- | --------- |
| SiO2        | 55,0 – 61,0 (58,0)           | 58,0 – 64,0 (61,0)     | 59,53     | Q                 |                              |                        |           | Pb                 | 38,7 – 60,0                  | 28,4 – 52,4            | 57,9      |
| TiO2        | 0,36 – 0,63 (0,50)           | 0,35 – 0,48 (0,42)     | 0,415     | Or                | 51,44                        | 47,38                  | 46,01     | Nd                 | 49,3 – 61,1                  | 33,4 – 77,4            | 55,9      |
| Al2O3       | 17,9 – 18,96 (18,43)         | 18,5 – 21,2 (19,85)    | 17,25     | Ab                | 18,20                        | 29,05                  | 40,14     |                    |                              |                        |           |
| Fe2O3       | 3,6 – 7,9 (5,6)              | 3,2 – 5,2 (4,2)        | 2,91      | An                | 7,10                         | 8,91                   | 2,97      | V                  | 50 – 150                     | 5 – 100                | 34,7      |
| FeO         |                              |                        |           | Ne                | 7,51                         | 5,12                   | 2,51      | Zr                 | 250 – 325                    | 125 – 700              | 545       |
| MnO         | 0,11 – 0,14 (0,13)           | 0,06 – 0,28 (0,17)     | 0,16      | Ol                | 4,07                         | 4,03                   | 1,28      | Y                  | 25 – 44                      | 17 – 77                | 51,8      |
| MgO         | 0,50 – 2,00 (1,25)           | 0,25 – 1,50 (0,88)     | 0,34      | Mt                | 1,25                         | 0,90                   | 0,67      | Sr                 | 200 – 1100                   | 0 – 750                | 102       |
| CaO         | 2,2 – 5,4 (3,8)              | 1,2 – 4,5 (2,85)       | 1,81      | Il                | 0,99                         | 0,78                   | 0,84      | Ba                 | 50 – 2100                    | 0 – 1150               | 60,9      |
| Na2O        | 3,0 – 4,6 (3,8)              | 2,7 – 6,6 (4,65)       | 5,01      | Ap                | 0,60                         | 0,42                   | 0,14      | Rb                 | 253 – 375                    | 209 – 457              | 392       |
| K2O         | 7,59 – 9,6 (8,6)             | 6,7 – 9,6 (8,15)       | 7,37      | Di                | 8,67                         | 3,28                   | 5,30      | Nb                 | 20–55                        | 18 – 120               | 80        |
| P2O5        | 0,08 – 0,44 (0,26)           | 0,03 – 0,32 (0,18)     | 0,06      | Zr                | 0,06                         | 0,07                   | 0,12      | Th                 | 25 – 32                      | 10 – 32                | 44        |
| Mg#         | 0,34                         | 0,33                   | 0,21      |                   |                              |                        |           | 87Sr/86Sr          | 0,707505                     | 0,707316 – 0,707375    | 0,707442  |
| A'/F        | −0,382                       | −0,199                 | - 0,466   |                   |                              |                        |           | 143Nd/144Nd        | 0,5124595                    | 0,512510 – 0,512570    | 0,5124634 |
| Al/K+Na+Ca  | 0,813                        | 0,917                  | 0,736     |                   |                              |                        |           | 206Pb/204Pb        | 18,926 – 19,044              | 19,110 – 19,190        |           |

Anhand der CIPW-Norm ist der Gelbe Neapolitanische Tuff ein Quarz-untersättigtes, hypoaluminoses, Nephelin- und Olivin-normatives Gestein. Im Vergleich zum Kampanischen Ignimbrit und den Vorläufereruptionen hat sein Magma eine wesentlich stärkere Kontamination durch kontinentale Krustengesteine erfahren.

## Umwandlung
Bodenbildungsprozesse auf Gelbem Neapolitanischen Tuff erzeugten als Paläoböden charakteristische Andosole.